# Municipio de Shannon (Carolina del Norte)
El municipio de Shannon (en inglés: Shannon Township) es un municipio ubicado en el  condado de Robeson en el estado estadounidense de Carolina del Norte. En el año 2000 tenía una población de 1.107 habitantes.

## Geografía
El municipio de Shannon se encuentra ubicado en las coordenadas 34°51′1.88″N 79°7′39.76″O / 34.8505222, -79.1277111.